# Генералов, Фёдор Степанович
Фёдор Степанович Генералов (1899—1962) — деятель колхозного производства, председатель колхоза, дважды Герой Социалистического Труда (1949, 1957).

## Биография
Родился 24 февраля (8 марта) 1899 года в селе Борки, ныне Луховицкого района Московской области.
В 1931 вступил в члены колхоза «Красный Октябрь» Луховицкого района Московской области, где в 1932—1937 годах был заместителем председателя и в 1937—1942 — председателем. В 1942—1962 годах — председатель колхоза имени В. И. Ленина Луховицкого района Московской области — одного из лучших колхозов страны, добившегося высоких показателей в производстве продуктов животноводства.
Член КПСС с 1940 года. Делегат XX—XXII-го съездов КПСС. Депутат Верховного Совета СССР 3—6-го созывов.
Умер 3 мая 1962 года в селе Дединово Луховицкого района Московской области.

## Награды
- Дважды Герой Социалистического Труда:
  - 24.06.1949 и 30.01.1957 — за успехи в развитии животноводства.
- Награждён орденами Ленина, орденом Трудового Красного Знамени и медалями.

## Память
В селе Дединово на могиле Генералова Ф. С. установлен бюст.